# Métrica hebraica
La métrica o arte de confeccionar versos de la poesía escrita en la tradición cultural hebraica es bastante diferente de la occidental en sus distintas variantes (métrica cuantitativa, métrica acentual, métrica rítmica, métrica aliterativa germánica etc.). 
Que existió una lírica hebrea en verso y canciones o cantos lo atestiguan pasajes de la Biblia como Éxodo 15:1-19 y Números 21:17-20; una canción o canto (shir) es, según el significado primario de la palabra, poesía; pero la cuestión de si los pasajes poéticos del Antiguo Testamento muestran un ritmo regular o medido está todavía sin resolver. Aquí se esbozan algunas de las teorías más importantes al respecto.
En vez de fundarse en un ritmo logrado por el número de sílabas o duración del verso, mediante la repetición de determinados patrones de sílabas largas y breves, o bien en la rima o en la aliteración, la métrica hebrea parece haberse fundado en el artificio retórico-estilístico del paralelismo semántico: el verso se construye en el ámbito literario hebreo con dos cláusulas sucesivas (a veces tres) de significado más o menos, similar, de manera que se decía en la segunda (y en la tercera, si era el caso) lo mismo que en la primera pero con palabras distintas o en forma diferente, con otra imagen, comparación o concepto de igual o equivalente significado o una negación de lo contrario (litotes); puede ser, por ejemplo, un concepto abstracto que se ilustra con una imagen visual:
El malvado cree que Dios se olvida,
que se tapa la cara y nunca ve nada (Salm. X, 11)
Al conjunto formado por las dos mitades paralelas se le suele llamar estico, del griego stijós, que significa "línea", y también, con mayor precisión, monostiquio compuesto de dos mitades o hemistiquios. 

## Variantes de paralelismo en la métrica hebrea y bíblica
El paralelismo semántico se complica con tres tipos de variantes:
- 1. Paralelismo sinónimo: expresar dos veces la misma idea con palabras distintas:

Señor: ¿quién puede residir en tu Santuario?
¿Quién puede habitar en tu Santo Monte? (Salm. XV, 1)
O bien:
¡Alaben al Señor desde el cielo!
¡Alaben al Señor desde lo alto! (Salm. XLVIII, 1)
¡Alábenlo con toques de trompeta!
¡Alábenlo con arpa y con salterio! (Salm. XL, 3)
- 2. Paralelismo antitético: se establece mediante antítesis, esto es, por la oposición o contraste de dos ideas o imágenes poéticas, como en el Salmo XXXVIII, 22:

Los que el Señor bendice heredarán la tierra,
pero los que Él maldice serán destruidos
Otras veces son símiles o comparaciones en que se valora una más que otra:
Más vale comer verduras con amor
que carne de res con odio (Prov. XV, 17)
A veces el segundo hemistiquio expresa una oposición no simétrica, sino menos clara y más variada.
- 3. El Paralelismo sintético no repite la misma idea que en el hemistiquio primero, sino que abarca una amplia gama de relaciones entre los hemistiguios; por lo general, el segundo completa, explica, ejemplifica o termina de expresar el pensamiento enunciado en el primero o ayuda a formular una gradación:

El Señor es mi pastor:
nada me falta
¡Oh Dios: Tú eres santo en tus acciones!
¿Qué dios hay tan grande como Tú?
Tenían hambre y sed:
¡estaban a punto de morir!
Otras veces este paralelismo sintético se funda en sintagmas progresivos, es decir, repite algunas palabras del versículo anterior ("El Señor está cerca de los que le invocan / de los que le invocan con siceridad"), procedimiento que fue imitado por el poeta español Dámaso Alonso en su libro Hijos de la ira (1944). Por lo general, los monostiquios sintéticos obedecen a cualquiera de estos tres esquemas: mandato y motivación ("aclamen al Señor, hombres buenos: / en labios de los buenos la alabanza es hermosa"; acción y consecuencia ("Pero en su angustia clamaron al Señor / y Él los libró de aflicción") y enunciado y explicación ("A Dios clamo con fuerte voz / para que Él me escuche"). Muchos son comparativos y van encabezados por "como" ("Como el vinagre a los dientes y el humo a los ojos / es el perezoso para aquel que lo envía"); otros por "cuánto más" ("Si a la vista del Señor están la muerte y el sepulcro / con mayor razón los pensamientos de los hombres")
En esta métrica paralelística hebrea están compuestos el libro de los Salmos, el Cantar de los Cantares y la mayor parte de los Profetas y el Libro de Job.
Por otra parte, aunque no conocemos en todos sus detalles la pronunciación del hebreo antiguo, podemos estar razonablemente seguros de que la métrica hebrea era además acentual: cada verso estaba constituido por dos hemistiquios con tres acentos cada uno, cuyo esquema rítmico se repite en todos a lo largo del poema.